# 本能
本能（ほんのう）とは、動物（人間を含む）が生まれつき持っていると想定されている、ある行動へと駆り立てる性質のことを指す。現在、この用語は専門的にはほとんど用いられなくなっているが、類似した概念として情動、進化した心理メカニズム、認知的適応、生得的モジュールなどの用語が用いられる。
本能の語が用いられなくなった理由のひとつは、これが説明的な概念としてはあまり役に立たなかったためである。脳科学では記憶や五感からの刺激が神経インパルスの発火となり、次の行動へつながる源泉となることを解明しているが、本能と説明するとその前後の関係をなんら説明しない。したがって複数の定義された本能との相関関係も説明が不可能である。特定の心理や行動を本能だと述べても、その行動の神経的・生理的・環境的原因（至近的原因：これらが伝統的な心理学の研究対象であった）について何かを説明していることにはならない。またアメリカの科学史家カール・デグラー によれば、1920年代から30年代にかけてアメリカの人類学と心理学の文献からこの語が急速に消えた。これは人種主義と結びついた優生学運動の人気の凋落と、行動主義や文化決定論のような空白の石版説の人気の高まりの時期と一致する。第三に、この語は歴史的に様々な意味で用いられており混乱を招く。
近年、スティーヴン・ピンカーのような一部の研究者は、誤解を招く可能性を認めながらも、生物学的に親から受け継いだ性質というイメージが伝わりやすいことなどを理由に積極的に使用することがある

## 定義
メリアム=ウェブスター辞典では本能を次のように定義している。「判断を伴わず、環境の刺激によって引き起こされる個体の複雑な反応で、遺伝的で変更がきかない」。しかし本能という用語は歴史的に非常に多くの意味で用いられてきた。現在でもしばしば全く異なる意味で用いられる。従って本能という語が使われた場合、それがどのような意味で用いられているのかを確認する必要がある。動物行動学者パトリック・ベイトソンは代表的な意味として次の九つをあげた。
1. 生まれたとき、あるいは発達の特定の段階で存在する性質。
2. 学習なしでも存在する性質。おそらくもっとも一般的な用法。
3. 遺伝的である性質。高い確率で世代を超えてみられる性質。
4. 進化の過程で形成された性質。
5. 役に立つようになる前にすでに発達している性質。
6. 種、性、年齢などを同じくするグループに共通する性質。
7. 動物の行動の一部。例えば狩猟、体を綺麗にするなど。
8. 専門化された神経構造を持つ性質。現代神経科学、認知科学ではこの意味で用いられる。例えば顔認識、感情、表情などを司るモジュール。
9. 発生的に強靱で、経験からの影響を受けない性質。発生生物学で用いられる。

精神分析では本能を性や攻撃行動に関連する情動として説明する。エロスやデストルドーと呼ばれることもある。

## 概説
通俗的には母性本能、闘争本能などのように性質を現す語を伴い○○本能という形式で使うことも多い。
専門分野では通常は本能という語の使用は避けられる。動物行動学の他、心理学、神経行動学、神経生理学などの分野では特定の行動に対して本能行動という表現を用いるが、本能の概念とは異なる物である。この場合対概念は学習行動である。
行動は「本能的なもの」と「非本能的なもの」というように二種類に分けて論じられることが多い。また経験は行動の獲得に、遺伝子は本能に影響を与えると言及される。しかしこのような単純な二分法には動物行動学者からも反対がある。例えばハキリアリは分業化が非常に進んでいるが、分業は与えられた食物によって決まる。同じ遺伝子型が全く異なる行動の表現型を生み出す。望むだけ食事をした母ラットの子は体が大きくなるが、少ない量の食事を与えられた母ラットの子は体が小さい。後者の子ラットは豊富な食事を与えられれば食べ続け肥満となるが、しかし前者の子はそうしない。子ラットの行動（本能）は母胎の状態の影響を受ける。カッコウのオスは幼鳥の時代に遠くで鳴く同種のオスの鳴き声を聞いて求愛のさえずりを学習する。しかし他種のオスのさえずりを学習することはない。このように行動は発達過程で遺伝子、母胎の状況、環境と経験など様々な要因の影響を受け形作られる。したがって、ベイトソンの視点では、行動を学習と本能という二つに分ける事は行動の理解の役に立たない。行動を学習か生まれつきかで二分しない立場は行動生態学などでは標準的である。
これは生物の性質のどのような側面に注目するかの違いでもある。神経行動学などではある神経の構造や働きが行動にどのように影響を与えるかに注目するため、学習の影響を受けない固定的な行動が研究の対象となりやすい。一方で学習そのものも遺伝的な基盤があり、進化によって形作られたいわば「本能」であり、行動生態学の視点ではどの程度学習や経験の影響を受けるかの程度の差でしかない。

## 議論史
動物行動学の創始者コンラート・ローレンツやニコ・ティンバーゲンは動物行動の生得性を強調した。これは当時の心理学や動物学の一部で力を持っていた行動主義に対する反発であった。例えばバラス・スキナーは動物の脳には「報酬と罰によって強化される単一の汎用学習プログラム」が作動しているだけだと仮定した。初期の動物行動学者は生得性を単なる現象としてではなく適応、すなわち進化的に形成され生存と繁殖成功に役立つ能力と考えた。適応の視点からは、動物が生まれつき行動に方向性を持っている事は合理的に説明できる。ローレンツの主張した本能は、しかし遺伝決定的な概念であった。アメリカの発達生物学者ダニエル・レーマンはローレンツが発達を無視していると指摘した。ある行動が種に普遍的に見られるからと言って全て先天的に形成されていると考える理由にはならない。例えばカモの刷り込みは本能的だとしても、「何を親と認識するか」は経験の産物である。後にティンバーゲンは生得性を強調しすぎたと述べ、レーマンの視点を支持した。

## ヒトの本能
人間に本能があるかどうかはながらく議論の対象であった。しかし前述の通り人間に本能があるかどうかは「本能」の定義次第である。一般的に人間に本能行動はほとんど無いかわずかであると見なされている。また社会学、哲学、心理学の一部では本能を「ある種の全ての個体に見られる複雑な行動パターンで、生まれつき持っており、変更がきかない」と定義する。この定義の元では性欲や餓えも変更がきくために、本能とは言えないと主張される。極端な行動主義や環境決定論においてはあらゆる種類の「本能」が否定され、行動はすべて学習の結果として説明される。
一方で認知科学、人間生物学（特に社会生物学や人間行動生態学、行動遺伝学）などの分野では人間に本能を認める。ただし本能という語ではなく、生得的、遺伝的基盤がある、生物学的基盤がある、モジュールを持つ、と言うような表現を用いるのが通例である。これらの分野で用いられる「本能」は3,4,8の意味のいずれかである。この場合、本能的と見なされることが多い性質には次のような物がある:言語の獲得、利他主義や嫌悪などの感情、ウェスターマーク効果、学習バイアス（例えば甘い物はすみやかに好むようになるが、苦みや渋みは好みとなるのに時間がかかる）など。また類人猿と人間では公正さの感覚も本能的であると考えられている。
やや特殊ながら、ほとんど全人類に共通の好意的な挨拶を紹介しておく。まず目を見つめ、眉を少し上げ、数秒そのままで、それから頷くというものである。これは、大人が赤ん坊を見て、あやそうとするときには自然に現れる。ヒューマン・ユニバーサルズも参照のこと。